# Assedio di Sidone
L'assedio di Sidone fu un attacco condotto contro la città costiera fatimide di Sidone (nell'attuale Libano) da una coalizione composta dal re di Gerusalemme Baldovino I, dal re di Norvegia Sigurd I e dal doge della Repubblica di Venezia Ordelaffo Falier. Svoltasi nell'ambito della cosiddetta crociata norvegese. L'assalto si esaurì con la vittoria cristiana e costrinse gli sconfitti a decidere se andar via dalla città pagando un'ingente somma di denaro oppure divenire sudditi del regno di Gerusalemme. All'indomani dell'assedio si costituì la signoria di Sidone, assegnata ad Eustachio I de Grenier a titolo di feudo, il quale già era governatore di Cesarea.

## Preludio

Il viaggio di andata e ritorno compiuti dai norvegesi nell'ambito della crociata omonima

Nell'estate del 1110, una flotta norvegese composta da sessanta navi capeggiata dal re Sigurd I arrivò nel Vicino Oriente. Al momento del suo arrivo, gli Stati di Outremer avevano subito già un non indifferente percorso di espansione rispetto alla prima crociata. Il regno di Gerusalemme era cresciuto fino a dominare più o meno tutta la costa tra Giaffa e Acri, caduta a seguito di un assedio nel 1104. A nord erano nati il principato di Antiochia, che di fatto accorpava quasi tutti i principali insediamenti tra Beirut e Alessandretta, e la contea di Tripoli. Tra queste due zone, le città libanesi di Tiro e Sidone apparivano le uniche a resistere ostinatamente.
Baldovino I, l'allora re di Gerusalemme, aveva da poco concluso una fruttuosa campagna contro la città di Beirut quando Sigurd giunse, e alla notizia dello sbarco si recò subito da lui per incontrarlo, con l'intenzione di conoscere le ragioni del suo arrivo. Trattandosi del primo re occidentale a visitare gli Stati di Outremer, Baldovino lo trattò con enorme rispetto, scortandolo fino a Gerusalemme (in norreno Jórsalaborg). Durante il cammino, venne a conoscenza delle intenzioni di Sigurd di recarsi presso i luoghi santi di Gerusalemme e della valle del Giordano. Una volta conquistatosi il favore del suo omologo, Sigurd trascorse l'estate del 1110 frequentando luoghi sacri e partecipando a eventi mondani svoltisi alla corte di Baldovino. Al termine di questa serie di pellegrinaggi, egli ricevette vari doni e persino un frammento della Vera Croce, una delle reliquie cristiane più venerate. Al contempo, dovette giurare di attuare alcune riforme religiose in Norvegia, sebbene a questi impegni presi non diede mai del tutto seguito.

## L'assedio
L'arrivo dei combattenti stranieri aveva infuso un certo entusiasmo nella popolazione comune, nella nobiltà e persino in Baldovino stesso, che accarezzava l'idea di compiere una nuova campagna contro i musulmani. Apprese le imprese vissute dai norvegesi, il re di Gerusalemme si consultò con i suoi consiglieri e individuò un bersaglio dove i guerrieri stranieri avrebbero potuto mettere alla prova il proprio valore. L'obiettivo infine prescelto fu Sidone (Sætt), una città della Siria (Sýrland) che, a giudizio del cronachista Alberto di Aquisgrana, soleva attaccare i pellegrini cristiani. La città era stata fortificata dai Fatimidi nel 1098. 

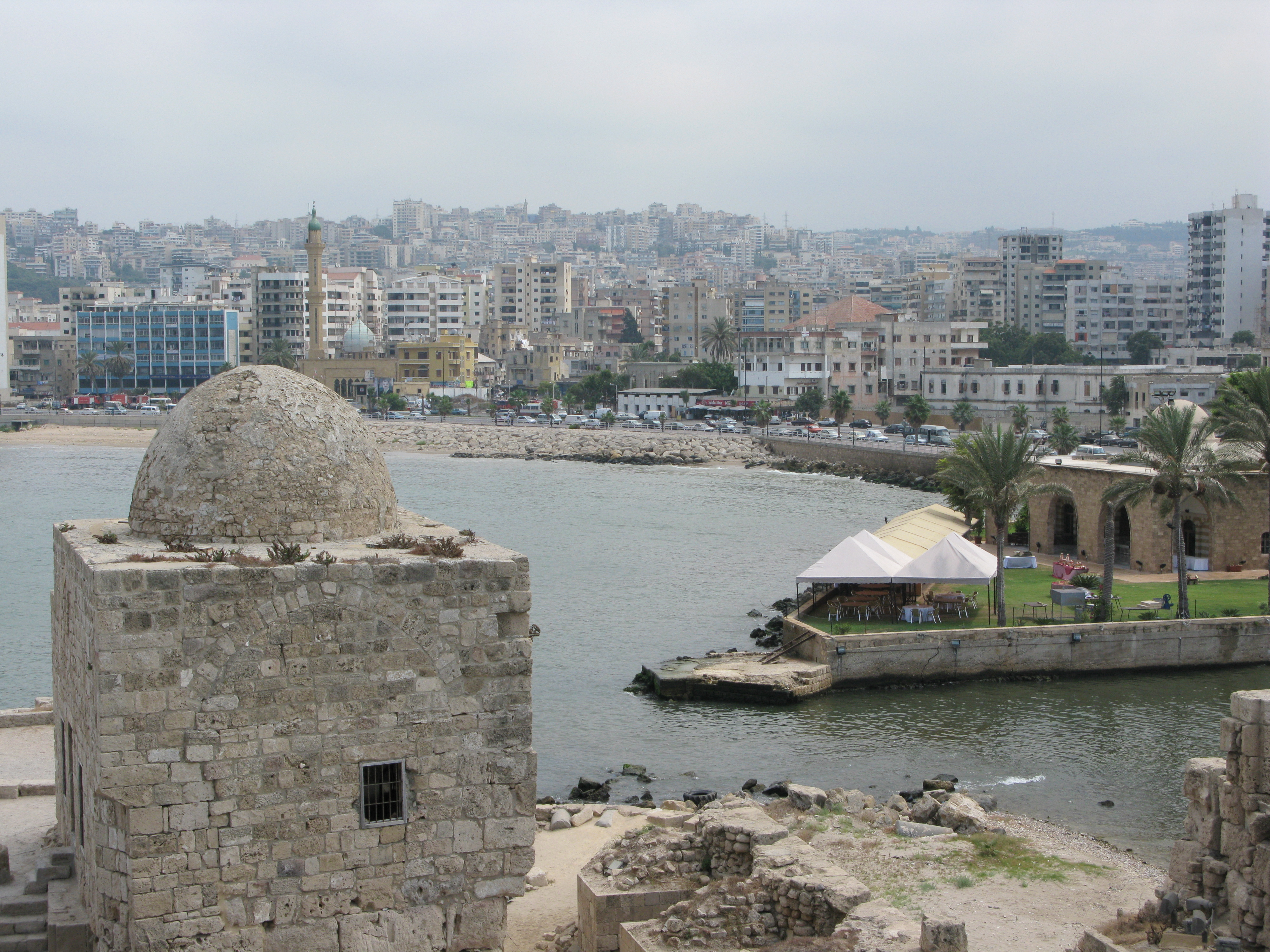
La moderna Sidone vista dal Castello del Mare

La strategia concordata fu la seguente: Baldovino avrebbe attaccato la città via terra, mentre la flotta nordica avrebbe colpito dal mare. Oltre che sui suoi uomini e sui norvegesi, Baldovino poteva contare sull'arrivo di alcuni gruppi di inglesi, fiamminghi e danesi che precedentemente avevano visitato i luoghi sacri. Salpato da Acri, Sigurd mise in atto un autentico blocco navale a ridosso di Sidone, essendogli stato assegnato il compito di proteggere gli uomini dispiegati sulla terraferma qualora altre città egiziane avessero inviato soccorsi via mare. Il timore di ulteriori rinforzi si concretizzò quando arrivò un enorme gruppo di imbarcazioni fatimidi, partite da Tiro in direzione di Sidone. Sigurd e il suo seguito soffrirono innegabili difficoltà, ma vennero provvidenzialmente soccorsi da una flotta composta da un centinaio di galee della Repubblica di Venezia, guidata dal doge Ordelaffo Falier in persona. Secondo una diversa ricostruzione, una grande flotta egiziana si preparò a bersagliare la città di Acri, ma alla notizia dell'imminente transito delle navi cristiane verso Sidone esse ripiegarono nel sicuro porto di Tiro, da cui «nessuno osò» allontanarsi «per affrontarl[e]». Ciò permise al re di Norvegia, con tutte le sue forze al completo, di gettare le ancore e di rafforzare la sua morsa intorno alla città, dalla parte del mare.
Frattanto, sulla terraferma, alle porte del mese di ottobre gli ingegneri di Baldovino avevano ultimato svariate torri d'assedio e macchine da lancio, funzionali a colpire incessantemente le mura difensive che i musulmani avrebbero disperatamente cercato di riparare. Quando la guerra sembrava inevitabile, l'emiro di Sidone implorò i suoi avversari di non attaccare, offrendosi di concedere un'ingente somma di denaro, ma la controparte rifiutò la proposta e si preparò a cominciare le ostilità. Secondo lo storico coevo siriano Ibn al-Qalanisi, l'attacco partì il 19 ottobre e durò quarantasette giorni. Poiché gli assedianti erano stato in grado di costruire delle torri più alte delle mura di Sidone, i balestrieri ebbero gioco facile nel colpire i musulmani. Per difendersi dal rischio di incendi, ogni uomo era stato dotato di un secchio di acqua e di aceto. L'impossibilità di fronteggiare un nemico del genere costrinse la guarnigione di Sidone a studiare un contrattacco, motivo per cui si escogitò di costruire diverse gallerie sotterranee sotto la torre d'assedio, per farla crollare. Al contempo, il governatore cittadino ordì un complotto per assassinare Baldovino; così, strinse contatti con un musulmano rinnegato addetto al servizio personale del re, che in cambio di una notevole quantità di denaro accettò l'incarico. Tuttavia, i cristiani indigeni di Sidone ne vennero a conoscenza e scoccarono verso l'accampamento crociato una freccia con un messaggio, al fine di mettere in guardia il re. Poiché entrambi i piani furono sventati, in quel momento l'unica soluzione sensata rimasta appariva la resa.

## Conseguenze

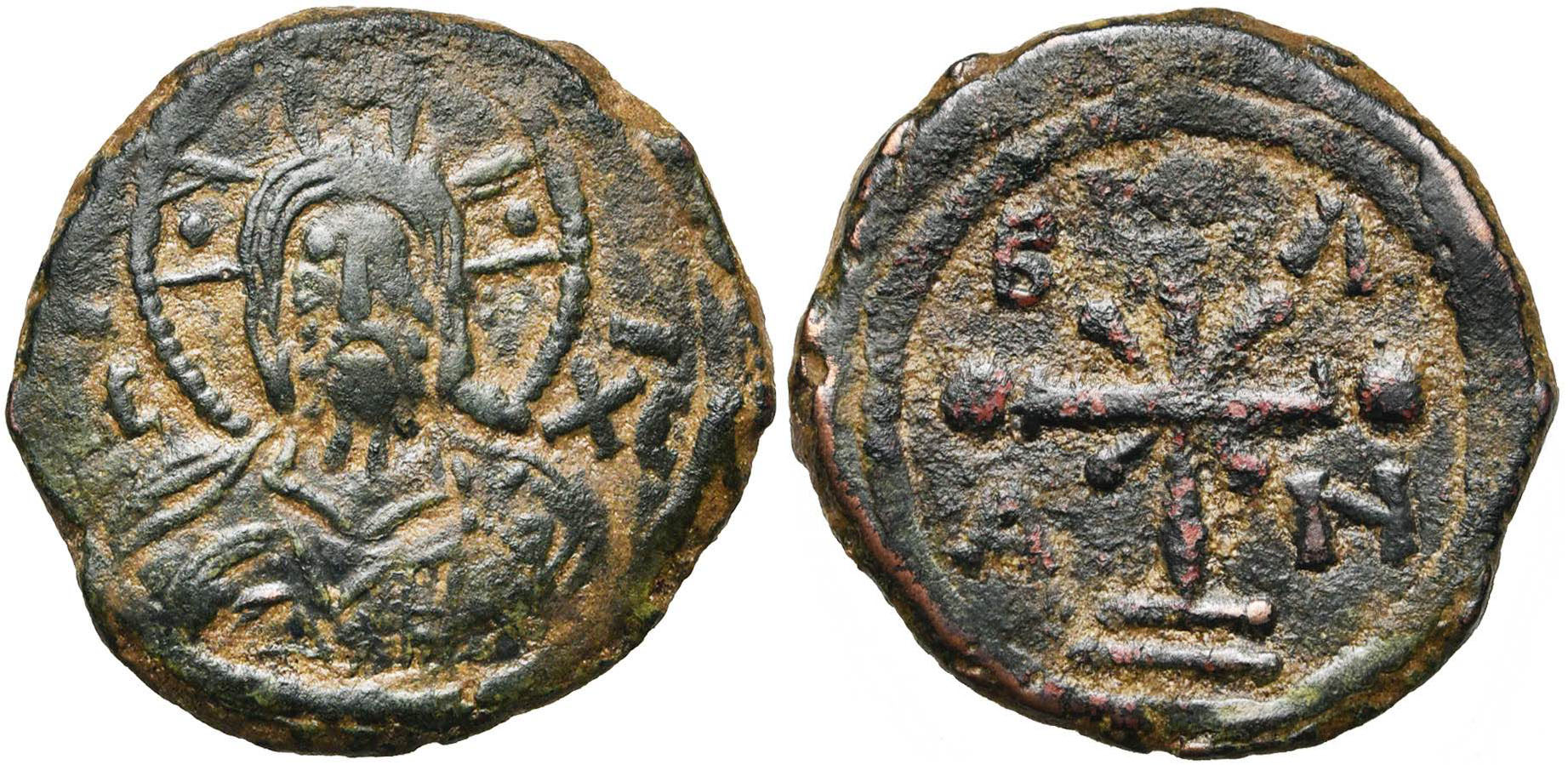
Moneta coniata sotto Baldovino I di Gerusalemme

La strategia di conquista escogitata da Baldovino raggiunse nel giro di meno di due mesi lo scopo prefissato: gli stremati abitanti della città si dissero pronti ad arrendersi, a condizione che fosse loro garantito un salvacondotto e avrebbe consentito, a chi non volesse rimanere, di raggiungere Damasco con tutti i loro beni. Il 4 dicembre, Baldovino accettò la proposta e impose il pagamento di un esoso tributo pari a 20 000 dinari (o bisanti aurei), una cifra che consentì soltanto ai notabili cittadini di andar via, costringendo gli abitanti poveri a rimanere. I cristiani si assicurarono così il possesso di un altro importante avamposto, considerando che a quel punto l'intera costa siriana era in loro controllo, fatta eccezione per Ascalona a sud e Tiro al centro. Ciò rese il governatore di quest'ultima città particolarmente inquieto, ma anche in altre latitudini del mondo arabo si apprese la notizia con grande costernazione. Pare che persino la remota Baghdad, capitale del Califfato abbaside, cercò di spronare una reazione contro la minaccia cristiana. Quanto al ruolo assunto da Sigurd durante la battaglia, la storiografia gli ha solitamente riservato un ruolo tutto sommato secondario. Al contrario, secondo le saghe nordiche si consacrò proprio in quell'occasione, motivo per cui la guerra contro Sidone sarebbe coincisa con l'apice della crociata norvegese.
Ciò che è certo è che Baldovino I entrò stabilmente in possesso di un presidio strategico e, a seguito della conquista della città, costituì la signoria di Sidone, assegnata ad Eustachio I de Grenier a titolo di feudo, il quale già era governatore di Cesarea.

### Fonti primarie
- Ágrip af Nóregskonungasögum (PDF), traduzione di M.J. Driscoll, ed. 2, Londra, Viking Society for Northern Research, 2008.
- Alberto di Aquisgrana, Historia Ierosolimitana, traduzione di Susan B. Edgington, Oxford, Clarendon Press, 2007.
- Fulcherio di Chartres, Historia Hierosolymitana, a cura di H. Hagenmeyer, Heidelberg, Carl Winters Universitätsbuchhandlung, 1913.
- Ibn al-Qalanisi, Dhail ta’rìkh Dimashq, in Francesco Gabrieli (a cura di), Storici arabi delle Crociate, Torino, Einaudi, 2007,  p. 30.
- Teodorico monaco, Historia de antiquitate regum Norwagiensium, traduzione di Egil Kraggerud, Oslo, Novus Forlag, 2018.
- Snorri Sturluson, Magnússona saga, in Francesco Sangriso (a cura di), Heimskringla: le saghe dei re di Norvegia, traduzione di Francesco Sangriso, 5 voll., Alessandria, Edizioni dell'Orso, 2013-2019).

### Fonti secondarie
- Francesco D'Angelo, Il primo re crociato: La spedizione di Sigurd in Terrasanta (epub), Gius.Laterza & Figli Spa, 2021, ISBN 978-88-58-14483-1.
- Dan Jones, Sigurd Jerusalemfarer. Sessanta navi salparono... per decreto divino, in Crociati: L'epica storia delle guerre per la Terra Santa, Hoepli Editore, 2022,  pp. 126-137, ISBN 978-88-360-0439-3.
- Jonathan Riley-Smith, Storia delle crociate, traduzione di Marina Bianchi, Mondadori, 2022, ISBN 978-88-357-2120-8.
- Steven Runciman, Storia delle crociate, traduzione di A. Comba e E. Bianchi, Einaudi, 2005, ISBN 978-88-06-17481-1.